# Nicolai Reimer Rump
Nicolai Reimer Rump, född den 26 juni 1834 i Hillerød, död den 16 augusti 1900 i Holbæk, var en dansk ämbetsman och politiker, bror till Godtfred Rump. 
Rump blev student 1852 och cand. jur. 1859. Han var först anställd i det slesvigska ministeriet, blev därefter 1866 sorenskriver på Färöarna och 1871 byfoged i Korsør. Han tog där som övertygad Højreman livlig del i de lokala politiska striderna och valdes 1878 til medlem af Landstinget; efter att han vid utnämning till amtman över Hjørring Amt hade mist sin hemortsrätt i den landstingskrets, från vilken han var vald, utnämndes han 1894 till kungavald landstingsman. I landstinget gjorde hans betydande arbetsförmåga sig snart gällande, och han togs i bruk som ordfører i en rad utskott, särskilt angående lagförslag rörande trafikväsendet och justitieministeriella saker. År 1896 utsågs han till justitieminister, men den utpräglade partiställning, han hade intagit som landstingsman, medförde stora svårigheter för  honom i samarbetet med Folketinget, och hans ministeriella verksamhet kom inte att bära betydande frukter. Han övergik från ministären Reedtz-Thott till regeringen Hørring, men utträdde ur denna i augusti 1899, varefter han utnämndes till amtman över Holbæk Amt.

## Utmärkelser
- Riddare av Dannebrogorden,  1887[1]
- Dannebrogsmännens hederstecken,  1890[1]
- Kommendör av Dannebrogorden,  1898[1]
- Kommendör av första graden av Dannebrogorden,  1900[1]

[Redigera Wikidata]